# Liste der Flüsse in Alaska
Die Liste der Flüsse in Alaska nennt die wichtigsten Flüsse in diesem Bundesstaat der Vereinigten Staaten.

## Sortierung nach Einzugsgebiet
Die folgende Auflistung ist nach dem Einzugsgebiet gegliedert, wobei die Zuflüsse dem jeweiligen Fluss zugeordnet sind. Die Nebenflüsse sind von der Mündung zur Quelle sortiert.

### Beaufortsee
- Firth River – 201 km
- Kongakut River – 177 km
- Aichilik River – 121 km
- Jago River – 145 km
- Okpilak River – 113 km
- Hulahula River – 145 km
- Sadlerochit River – 113 km
- Canning River – 201 km
  - Marsh Fork Canning River – 80 km
- Shaviovik River – 121 km
  - Kavik River – 121 km
- Kadleroshilik River – 145 km
- Sagavanirktok River – 298 km
  - Ivishak River – 145 km
    - Echooka River – 119 km

  - Ribdon River – 80 km
  - Atigun River – 72 km
- Kuparuk River – 241 km
  - Toolik River – 193 km
- Colville River – 563 km
  - Itkillik River – 354 km
  - Anaktuvuk River – 217 km
    - Nanushuk River – 161 km

  - Chandler River – 161 km
    - Siksikpuk River – 79 km
    - Ayiyak River – 93 km

  - Killik River – 169 km
    - Okokmilaga River – 80 km

  - Oolamnagavik River – 61 km
  - Kurupa River – 129 km
  - Awuna River – 322 km
  - Etivluk River – 90 km
    - Nigu River – 113 km

  - Ipnavik River – 109 km
  - Kuna River – 80 km
  - Kiligwa River
  - Nuka River – 88 km
- Fish Creek – 177 km
- Ikpikpuk River – 314 km
  - Titaluk River – 290 km
  - Price River – 72 km
- Topagoruk River – 257 km
- Meade River – 241 km
  - Usuktuk River – 217 km
- Inaru River – 136 km

### Tschuktschensee
- Kuk River – 58 km
  - Kungok River – 42 km
  - Ivisaruk River – 126 km
  - Avalik River – 137 km
    - Ketik River – 137 km

  - Kaolak River – 97 km

- Utukok River – 290 km
- Kokolik River – 322 km
- Epizetka River – 129 km
- Kukpowruk River – 257 km
- Pitmegea River – 68 km
- Kukpuk River – 201 km
  - Ipewik River – 137 km

- Kivalina River – 97 km
- Wulik River – 129 km
- Noatak River – 684 km
  - Agashashok River – 68 km
  - Eli River – 145 km
  - Kelly River – 72 km
  - Kugururok River – 97 km
  - Nimiuktuk River
  - Anisak River – 105 km
  - Cutler River – 72 km
    - Imelyak River – 89 km

  - Aniuk River – 72 km
- Kobuk River – 451 km
  - Squirrel River – 116 km
  - Salmon River – 97 km
  - Akillik River – 55 km
    - Hunt River – 70 km

  - Ambler River – 121 km
  - Kogoluktuk River – 72 km
  - Mauneluk River – 80 km
  - Pah River – 89 km
  - Reed River – 84 km
- Selawik River – 225 km
  - Kugarak River – 93 km
  - Tagagawik River – 137 km
- Buckland River – 108 km
- Kiwalik River – 93 km
- Kugruk River – 97 km
- Cripple River
- Goodhope River – 77 km
- Nugnugaluktuk River – 42 km
- Serpentine River
- Kugrupaga River
- Nuluk River
- Upkuarok Creek

### Beringmeer(nördlich der Yukon-Mündung)
- Abfluss des Imuruk Basin
  - Agiapuk River – 97 km
    - American River – 56 km

  - Kuzitrin River – 153 km
    - Kruzgamepa River – 40 km
      - Grand Central River – 19 km

    - Kougarok River – 72 km
    - Noxapaga River – 90 km
- Feather River –  27 km
- Bluestone River – 21 km
- Sinuk River
- Cripple River
- Penny River
- Snake River
- Nome River
- Flambeau River
  - Eldorado River
- Fish River – 76 km
  - Niukluk River – 84 km
    - Casadepaga River – 51 km
- Tubutulik River – 40 km
- Koyuk River – 185 km
- Inglutalik River – 129 km
- Ungalik River – 145 km
- Shaktoolik River – 145 km
- Unalakleet River – 145 km
  - South River
  - North River – 97 km
  - Chiroskey River – 80 km
  - Old Woman River
- Pastolik River – 105 km

### Einzugsgebiet des Yukon River
- Yukon River – 3.187 km
  - Andreafsky River – 193 km
    - East Fork Andreafsky River – 201 km

  - Atchuelinguk River – 266 km
  - Reindeer River – 97 km
  - Paimiut Slough – 113 km (Abzweig des Innoko River)
    - Reindeer River – 105 km

  - Innoko River – 805 km
    - Iditarod River – 523 km
      - Yetna River – 97 km

    - Mud River – 92 km
    - Dishna River – 97 km

  - Bonasila River – 201 km
    - Stuyahok River – 121 km

  - Anvik River – 225 km
  - Khotol River – 137 km
  - Nulato River – 114 km
  - Koyukuk River – 684 km
    - Gisasa River – 113 km
    - Kateel River – 185 km
    - Dulbi River – 137 km
    - Huslia River – 161 km
    - Hogatza River – 193 km
    - Indian River – 85 km
    - Kanuti River – 282 km
      - Kanuti Kilolitna River – 97 km

    - Alatna River – 233 km
    - South Fork Koyukuk River – 225 km
      - Fish Creek – 97 km
      - Jim River – 97 km

    - John River – 201 km
    - Wild River – 97 km
    - North Fork Koyukuk River – 161 km
      - Tinayguk River – 71 km

    - Middle Fork Koyukuk River – 100 km

  - Yuki River – 137 km
  - Melozitna River – 217 km
    - Little Melozitna River – 61 km

  - Nowitna River – 402 km
    - Sulatna River – 161 km
    - Titna River – 129 km
      - Sethkokna River – 84 km

    - Susulatna River – 66 km

  - Tozitna River – 134 km
  - Tanana River – 1.061 km
    - Chitanana River – 105 km
    - Cosna River – 71 km
    - Zitziana River – 101 km
    - Kantishna River – 174 km
      - Toklat River – 137 km
      - McKinley River – 93 km
      - Birch Creek – 105 km
        - Muddy River – 40 km
          - Foraker River – 97 km
            - Herron River – 77 km

    - Tolovana River – 188 km
      - Chatanika River – 206 km
        - Goldstream Creek – 113 km
        - Tatalina River – 97 km

    - Nenana River – 225 km
      - Teklanika River – 145 km

    - Wood River – 185 km
    - Chena River – 161 km
    - Salcha River – 201 km
    - Little Delta River – 39 km
    - Delta Creek – 64 km
    - Delta River – 129 km
    - Goodpaster River – 146 km
    - Tok River – 97 km
    - Tetlin River – 121 km
    - Chisana River – 169 km
    - Nabesna River – 121 km

  - Hess Creek – 80 km
  - Ray River – 69 km
  - Dall River – 129 km
  - Hodzana River – 201 km
  - Beaver Creek – 290 km
  - Hadweenzic River – 150 km
  - Birch Creek – 241 km
    - Preacher Creek – 109 km

  - Chandalar River – 161 km
    - East Fork Chandalar River – 282 km
      - North Fork East Fork Chandalar River – 87 km
      - Wind River – 129 km
      - Junjik River – 105 km

    - Middle Fork Chandalar River – 164 km
    - North Fork Chandalar River – 167 km

  - Christian River – 225 km
  - Porcupine River – 916 km
    - Grass River – 63 km
      - Little Black River – 132 km

    - Black River – 257 km
      - Salmon Fork Black River – 145 km
      - Grayling Fork Black River – 129 km

    - Sheenjek River – 322 km
      - Koness River – 116 km

    - Coleen River – 84 km
    - Old Crow River – 282 km

  - Charley River – 142 km
  - Kandik River – 132 km
  - Nation River – 113 km
  - Tatonduk River – 113 km
  - Seventymile River – 93 km
  - Fortymile River – 97 km
    - North Fork Fortymile River – 71 km
      - Middle Fork Fortymile River – 97 km

    - South Fork Fortymile River – 53 km
      - Mosquito Fork – 138 km
      - Dennison Fork – 97 km

  - Sixtymile River – 137 km
  - White River – 322 km
    - Ladue River – 161 km
    - Snag Creek
      - Beaver Creek – 137 km

### Beringmeer(südlich der Yukon-Mündung)
- Black River – 145 km
- Kun River – 105 km
- Kokechik River – 60 miles (Abzweig des Kashunuk River)
- Kashunuk River – 225 miles (Abzweig des Yukon River)
- Manokinak River – 121 km
- Azun River – 80 km
- Joshua Green River – 24 km
- Ninglick River – 71 km
  - Izaviknek River – 129 km
- Kolavinarak River – 64 km
- Kuskokwim River – 1.165 km
  - Eek River – 174 km
  - Johnson River – 346 km
  - Gweek River – 113 km
  - Kwethluk River – 137 km
  - Kisaralik River – 145 km
  - Tuluksak River – 145 km
  - Aniak River – 225 km
  - George River – 129 km
  - Holitna River – 177 km
    - Hoholitna River – 266 km

  - Stony River – 306 km
  - Swift River – 161 km
  - Takotna River – 193 km
    - Tatalina River – 89 km
    - Nixon Fork – 142 km

  - Middle Fork Kuskokwim River – 209 km
    - Big River – 209 km

  - South Fork Kuskokwim River – 209 km
  - East Fork Kuskokwim River – 64 km
    - Slow Fork – 97 km
    - Tonzona River – 121 km

  - North Fork Kuskokwim River – 241 km
    - Swift Fork – 121 km
- Kanektok River – 121 km
- Arolik River – 61 km
- Goodnews River – 97 km
- Togiak River – 77 km
- Igushik River – 80 km
- Snake River – 72 km
- Nushagak River – 389 km
  - Wood River – 32 km
  - Kokwok River – 58 km
  - Mulchatna River – 257 km
    - Stuyahok River – 72 km
    - Koktuli River
    - Chilikadrotna River – 89 km

  - Nuyakuk River – 58 km
    - Tikchik River – 72 km

  - King Salmon River – 72 km
- Kvichak River – 80 km
  - Alagnak River – 103 km
  - Newhalen River – 35 km
    - Chulitna River – 145 km
    - Tlikakila River – 80 km
- Naknek River – 56 km
  - Savonoski River – 56 km
    - American Creek – 80 km
- Egegik River (auch Ugaguk) – 45 km
  - King Salmon River – 97 km
- Dago Creek – 80 km
- Ugashik River – 69 km
  - Dog Salmon River – 113 km
- King Salmon River – 56 km
- Cinder River – 71 km
- Meshik River – 50 km
- Caribou River – 80 km

### Golf von Alaska(westlich des Panhandle)
- Chignik River – 32 km
- Aniakchak River – 43 km
- Ayakulik River – 45 km
- Karluk River – 39 km
- Kamishak River – 61 km
- McNeil River – 35 km
- McArthur River – 53 km
  - Chakachatna River – 58 km
- Beluga River – 56 km
  - Chichantna River – 23 km
  - Coal Creek – 55 km
- Susitna River – 504 km
  - Yentna River – 121 km
    - Kahiltna River – 97 km
    - Skwentna River – 161 km
      - Talachulitna River – 72 km

  - Deshka River – 71 km
    - Kroto Creek
    - Moose Creek

  - Talkeetna River – 137 km
  - Chulitna River – 113 km
    - Tokositna River – 55 km

  - Oshetna River – 89 km
  - Tyone River – 48 km
  - Maclaren River – 89 km

- Little Susitna River – 177 km

- Matanuska River – 121 km
  - Chickaloon River – 55 km

- Knik River – 40 km
- Eklutna River – 35 km
- Eagle River – 64 km
- Ship Creek – 48 km
- Chickaloon River – 58 km
- Swanson River – 64 km
- Kenai River – 121 km
  - Snow River – 45 km
- Kasilof River – 27 km
- Ninilchik River – 34 km
- Anchor River – 48 km
- Fox River – 43 km
- Martin River – 11 km
- Lowe River – 45 km

- Copper River – 483 km
  - Martin River – 35 km
  - Bremner River – 64 km
  - Tasnuna River
  - Tiekel River – 55 km
  - Chitina River – 180 km
    - Nizina River – 60 km
    - Tana River – 50 km

  - Slana River – 89 km
  - Tonsina River – 97 km
  - Klutina River – 101 km
  - Tazlina River – 48 km
  - Gulkana River – 80 km
  - Gakona River – 103 km
  - Chistochina River – 77 km

### Alaska Panhandle
- Bering River – 34 km
  - Gandil River – 32 km
- Duktoth River – 45 km
- Alsek River – 386 km
- Endicott River – 40 km
- Chilkat River – 84 km
  - Tsirku River – 40 km
  - Klehini River – 48 km
- Chilkoot River – 32 km
- Taiya River – 27 km
- Eagle River (Favorite Channel) – 8 km
- Taku River – 87 km
- Whiting River – 64 km
- Stikine River – 610 km
- Eagle River (Bradfield Canal) – 13 km
- King Salmon River – 18 km
- Craig River (fließt nach Kanada und mündet in den Iskut River)
- Unuk River – 45 km
- Chickamin River – 60 km
- Kelsall River
- Skagway River
- Blue River